# Bitva u Jajce (1878)
Bitva u Jajce či bitva o Jajce bylo vojenské střetnutí mezi Rakouskem-Uherskem a bosenskými povstalci podporovanými Osmanskou říší, které proběhlo 7. srpna 1878 v rámci rakousko-uherské vojenské kampaně v Bosně a Hercegovině v Bosenském vilájetu o kontrolu nad strategickým městem Jajce. Jednalo se o jeden z nejrozsáhlejších střetů celého tažení, ve kterém rakousko-uherský expediční sbor utrpěl s více než šesti sty padlými vůbec nejtěžší ztráty během jednoho dne v rámci celého tažení.

## Předehra
Na základě závěrů Berlínském kongresu, řešícího tzv. Velkou východní krizi na Balkáně,, překročil dne 29. července 1878 XIII. armádní sbor rakousko-uherského expedičního vojska pod velením generála Josipa Filipoviće, který měl vrchní velení nad celou vojenskou operací, na několika místech řeku Sáva a začal obsazovat území Bosenského vilájetu. Císařská armáda postupovala do oblasti od severní hranice směrem k jihu, kde se setkávala jen s malým vojenským odporem. Rakousko-uherské velení ani s výrazným odporem nepočítalo a mohlo tak snáze dojít k podcenění bojové situace, jak k tomu došlo při jednom z prvních střetů, bitvě u Maglaje, kde část rakouského vojska padla do léčky.

## Průběh střetu
Dne 7. srpna postupoval rakousko-uherský voj, tvořený především pěšími oddíly kraňské XVII. pěší divize, směrem k pevnostímu městu Jajce na řece Vrbas. Nedaleko od města byl kordon přepaden silou asi šesti tisíc bosenských povstalců, převážně však tvořených vojáky osmanské armády. Vinou překvapení a patrně i komplikovanému hornatému terénu dosáhla rakousko-uherská armáda vítězství za cenu těžkých ztrát, uváděných v počtu přibližně šesti set padlých.

## Hodnocení bitvy
Akce tvořila jeden z významnějších střetů celé rakousko-uherské vojenské kampaně, vedle například bitvy u Doboje 2. září, završené dobytím Sarajeva v září. Ukončeno bylo 20. října 1878, se vzdaly poslední bosenské partyzánské oddíly operující v horách a původní Bosenský vilájet tak zanikl. Následná přítomnost rakousko-uherské moci v Bosně a Hercegovině vytrvala přes tzv. Bosenskou krizi až do konce první světové války, včetně zásadního atentátu na arcivévodu Františka Ferdinanda v Sarajevu 28. června 1914.